# 小林剛 (銀行家)
小林 剛（こばやし たけし）は、日本の銀行家。富士銀行（現・みずほ銀行）常務取締役、全国健康保険協会初代理事長を務めた。

## 略歴
長野県諏訪市出身。長野県諏訪清陵高等学校を経て、1968年東京大学経済学部卒業、富士銀行（現・みずほ銀行）入行。1995年同行取締役新橋支店長。1996年同行取締役人事部長を経て、1997年同行常務取締役。1999年同行退職後、共同債権買収機構取締役社長、帝国繊維副社長、芙蓉オートリース監査役を経て、2008年全国健康保険協会初代理事長。2017年同協会理事長退任。